# Joseph Berchtold

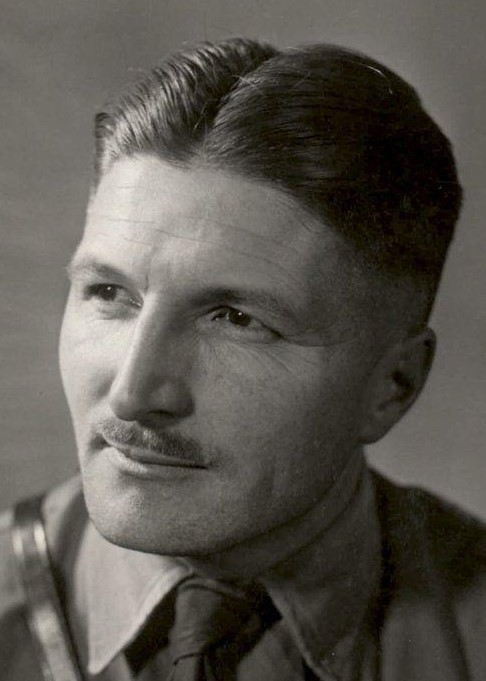
Joseph Berchtold.

Joseph Berchtold (Ingolstadt, 6 de marzo de 1897 – Herrsching, Distrito de Starnberg, 23 de agosto de 1962) fue uno de los primeros miembros del Partido Nacionalsocialista y cofundador tanto de las Sturmabteilung (SA) como de la Schutzstaffel (SS). Dirigió las SS durante un corto período, tras lo cual Berchtold pasó gran parte de su tiempo escribiendo para revistas y periódicos nacionalsocialistas. Sobrevivió a la contienda y fue arrestado por los aliados, aunque por poco tiempo. Fue la única persona que había ostentado el rango de Reichsführer-SS y que sobrevivió a la guerra.

## Biografía

### Primeros años
Nacido el 6 de marzo de 1897 en Ingolstadt, Berchtold asistió a la escuela Munich entre 1903 y 1915. Sirvió en el Real Ejército Bávaro durante la Primera Guerra Mundial, durante la cual obtuvo el rango de Teniente segundo. Tras la contienda, estudió economía en la Universidad de Múnich y logró obtener un empleo como periodista. A comienzos de 1920 se unió a un pequeño grupo de tercera posición, el Partido Obrero Alemán (DAP), que posteriormente fue renombrado como Partido Nacionalsocialista Obrero Alemán (NSDAP). Berchtold fue el Tesorero del Partido NSDAP hasta que presentó su dimisión a finales de julio de 1921.

### Carrera en las SA

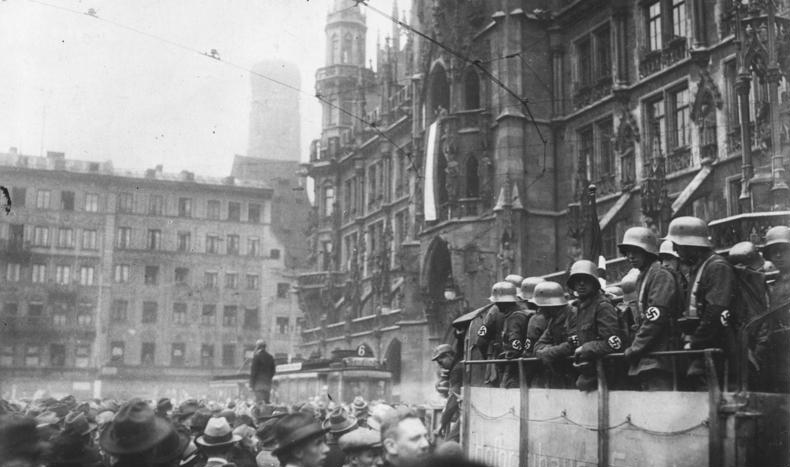
Hombres de las SA durante el Putsch de Múnich, 1923.

Después de volverse a unir al Partido en 1922, Berchtold se hizo miembro de la Sturmabteilung (SA), una fuerza de tipo milicia creada para proteger a los líderes y oradores nacionalsocialistas durante los encuentros del partido. Adolf Hitler, líder del partido desde 1921, ordenó la formación de una pequeña unidad de guardaespaldas dedicada exclusivamente a su protección. Originalmente esta unidad estuvo compuesta sól por ocho hombres, al mando de Julius Schreck y Berchtold. Fue denominada como Stabswache y poco después sería renombrada como Stoßtrupp-Hitler.
El 9 de noviembre de 1923 la Stoßtrupp, junto con las SA y otras muchas unidades  de tipo milicia, tomaron parte en lo que sería conocido como el Putsch de la Cervecería. El intento de golpe de Estado, sin embargo, falló y acabó con la muerte de 16 militantes nacionalsocialistas y cuatro policías, además de la detención de Hitler y otros líderes del partido, que fueron encarcelados en la Prisión de Landsberg. El Partido Nazi y sus organizaciones, incluida la Stoßtrupp, fue prohibidas temporalmente. Berchtold entonces abandonó Alemania y huyó al Tirol, en Austria. Berchtold fue juzgado in absentia por la Corte Popular de Múnich en 1924 por su rol en el Putsch de la Cervecería y condenado a una pena de cárcel. Durante su estancia en Austria, Berchtold continuó estando envuelto en actividades del Partido Nazi, incluso cuando el partido se encontraba ilegalizado.
Cuando Hitler fue puesto en libertad el 20 de diciembre de 1924, Berchtold era líder de distrito del Partido Nazi en la región austríaca de Carintia, siendo también el líder de las SA en esta zona. Después de la refundación del partido el 20 de febrero de 1925, se volvió a unir al partido como miembro n.º 964. En marzo de 1926 Berchtold regresó a Múnich desde Austria, y pasó a ser el líder de las SA en Múnich.

### Carrera en las SS
El 15 de abril de 1926, Berchtold se convirtió en el sucesor de Schreck como jefe de la Schutzstaffel (SS), una unidad especial de élite que se encontraba bajo el contro de las SA. Berchtold cambió el nombre del título ostentado por los líderes de las SS, que pasaría a se conocido como Reichsführer-SS. En esta época impuesta nuevas normas para afianzar la posición de la SS. Las reglas declararon que unidad no era "ni una organización militar, ni un grupo de parásitos, sino un pequeño escuadrón de hombres en los que nuestro movimiento y el Führer pueden confiar". Remarcó también que los hombres de las SS debían seguir "sólo a la disciplina del partido". Berchtold fue considerado un líder más dinámico que su predecesor, pero aun así se encontró con numerosos problemas. Estaba muy frustrado por el fracaso de sus esfuerzos para intentar conseguir que las SS fueran una unidad independiente, y quedó desilusionado porque se mantuvo la autoridad de las SA sobre las SS. El 1 de marzo de 1927 entregó el liderazgo de las SS a su adjunto Erhard Heiden.

### Vida posterior
Tras abandonar el liderazgo de las SS, Berchtold ocupó varios puestos. En 1927 se convirtió en uno de los principales escritores del Völkischer Beobachter, el diario oficial del Partido Nazi, y siete años después fue nombrado adjunto del Editor jefe del periódico. En los años siguientes realizó las funciones de periodista y propagandista. Entre 1928 y 1945, Berchtold fue uno de los principales dirigentes de las SA, aunque sin destacar por ello. Desde marzo de 1934 hasta el final de la Segunda Guerra Mundial fue también concejal en el Ayuntamiento de Múnich, y durante la contienda fue capitán hauptmann en la reserva del Heer.
Después de la Segunda Guerra Mundial, fue detenido por los aliados aunque posteriormente sería liberado, falleciendo el 23 de agosto de 1962.

## Medallas y condecoraciones
- Cruz de Hierro (1914)[11]
- Cruz de Honor de la Guerra Mundial[11]
- Orden de la Sangre[11]
- Cabrio de honor de la vieja guardia[11]
- Placa Dorada del Partido[11]

### Pie de página
1. ↑  Miller, 2006, p. 92.
2. ↑  McNab, 2009, pp. 8, 9, 11.
3. 1 2 3 4 5  Miller, 2006, p. 93.
4. 1 2  McNab, 2009, pp. 14, 16.
5. ↑  Weale, 2010, p. 16.
6. ↑  Hamilton, 1984, p. 172.
7. ↑  Weale, 2010, pp. 29, 30.
8. 1 2 3  Weale, 2010, p. 30.
9. ↑  Weale, 2010, p. 32.
10. ↑  Cook y Russell, 2000, pp. 21-22.
11. 1 2 3 4 5 6  Miller, 2006, p. 94.
12. 1 2  Miller, 2006, pp. 92, 94.